# Mystides notialis
Mystides notialis är en ringmaskart som beskrevs av Ehlers 1913. Mystides notialis ingår i släktet Mystides och familjen Phyllodocidae. Inga underarter finns listade i Catalogue of Life.